# Гроздова Світлана Христофорівна
Світлана Христофоровна Гроздова (Махаличова) (нар. 29 січня 1959, м. Ростов-на-Дону, СРСР) — радянська гімнастка, олімпійська чемпіонка, заслужений майстер спорту СРСР.

## Життєпис
Народилася в родині робітників-мулярів. З 7 років займалася спортом у Ростовській дитячій спортивній школі № 6, пробуючи себе в акробатиці, танцях і спортивній гімнастиці. З 1968 року почала серйозно займатися спортивною гімнастикою. Першою тренеркою була Зінаїда Василівна Насонова. Через рік увійшла до групи гімнасток під керівництвом Руслана Спиридоновича Лаврова і Вероніки Володимирівни Якубової.
З 1974 року зарахована до складу клубу СКА.
У 1980 році закінчила Ростовський державний педагогічний інститут, брала участь у церемоніях відкриття і закриття Олімпійських ігор в Москві.
Через проблеми зі здоров'ям Світлана Гроздова після травм була змушена залишити спортивну гімнастику. У тому ж 1980 році переїхала до Тольятті, де почала займатися спортивною акробатикою у Віталія Гройсмана.
Була одружена зі своїм партнером по виступах у спортивній акробатиці Євгеном Махаличевим. У 1988 році пара переїхала в Ростов.
У 1990 році Світлана Гроздова завершила спортивну кар'єру, після чого ще чотири роки виступала в номері артистів цирку «Акробати-вольтіжери з ведмедями на подкідних палицях» під керівництвом заслуженого артиста Російської РФСР Віктора Шемшура.
У 1993 році познайомилась з музикантом з циркового оркестру Леонідом Марецьким, ще через два роки вони одружилися, а через деякий час придбали в Москві однокімнатну квартиру. Сина Максима народила в 2000 році, у нього була вроджена вада серця. Через розбіжності з питань лікування сина пара фактично розпалася, не спілкуючись. У 2004 році Максиму, всупереч волі матері, була зроблена операція, яка виявилася успішною, інвалідність з нього була знята.
Світлана продовжила працювати з дітьми з обмеженими можливостями: з 2008 року вона працює в московському центрі соціальної допомоги сім'ї та дітям «Східне Дегуніно» на посаді інструкторки з фізкультури.
Ветеранка спорту. Ветеранка праці. Ветеранка ЦСКА.
За високі спортивні досягнення нагороджена орденом «Знак Пошани».

## Спортивні досягнення
У 1974 році Світлана Гроздова досягла перших успіхів, перемігши на міжнародних змаганнях зі спортивної гімнастики на приз газети «Московські новини», і завоювала першу золоту медаль чемпіонату країни. У березні 1974 року їй було присвоєно звання майстра спорту СРСР, а в жовтні — майстра спорту міжнародного класу. Того ж року увійшла до складу збірної СРСР.
1976 року стала переможницею в багатоборстві в змаганнях на приз газети «Московські новини» і на чемпіонаті країни. Увійшла до збірної Радянського Союзу зі спортивної гімнастики на літніх Олімпійських іграх 1976 року, разом з якою виборола золоту медаль у командному заліку. Також була неодноразовою чемпіонкою РРФСР і Збройних сил СРСР.
1980 року змінила спортивну дисципліну, зайнявшись спортивною акробатикою. Виступала у змішаних парах, де її партнером був Євген Махаличев. Фахівці відзначали складність, впевненість, артистизм виступу пари. Було помічено, що ліризм, поетичність рухів поєднуються з найважчими сальтовими елементами дивно витонченими рівновагами, вказувалася і провідна роль Світлани в цьому дуеті. Пара стала багаторазовими чемпіонами світу, Європи, завойовувала кубок світу. Також Світлана багаторазова чемпіонка РРФСР, СРСР, Збройних сил СРСР зі спортивної акробатики.
У липні 1981 року Світлані Гроздовій було присвоєно звання майстра спорту СРСР зі спортивної акробатики, в січні 1982 року — заслуженого майстра спорту СРСР зі спортивної гімнастики, а в червні 1983 — майстра спорту СРСР міжнародного класу зі спортивної акробатики.

## Результати

### Спортивна гімнастика
| Рік  | Змагання                                    | Абсолютна першість | Команда | Опорний стрибок | Бруси | Колода | Вільні вправи |
| ---- | ------------------------------------------- | ------------------ | ------- | --------------- | ----- | ------ | ------------- |
| 1974 | Чемпіонат СРСР                              |                    |         |                 |       | 1      | 3             |
| 1974 | Змагання на приз газети «Московські новини» | 1                  |         | 2               |       | 2      | 2             |
| 1976 | Чемпіонат СРСР                              | 1                  |         |                 |       | 2      | 3             |
| 1976 | Змагання на приз газети «Московські новини» | 1                  |         |                 | 1     | 3      |               |
| 1976 | Олімпійські ігри                            | 9                  | 1       | 21              | 12    | 13     | 3 (кваліф.)   |

### Спортивна акробатика
Виступаючи в змішаній парі на змаганнях зі спортивної акробатики Світлана Гроздова стала абсолютною чемпіонкою світу в 1984 і 1988 роках і чемпіонкою Європи в 1984, 1985 і 1988 роках. Володарка кубка світу 1985 року.
Чемпіонка СРСР (1983-1986, 1988 роки) в змішаній парі.